# Гученкова, Анна Владимировна
Гученкова Анна Владимировна (род. 28 августа 1980) — ведущая актриса российских мюзиклов. Участвовала в постановках «Cats», «Mamma Mia!», «Монте-Кристо», «Cabaret» и др.

## Биография
Родилась вблизи Нижнего Новгорода. Отец — заслуженный артист России Владимир Гученков. С ранних лет выходила в эпизодических ролях на сцену Уральского театра оперетты, где работал её отец. С 1997 по 2002 год была солисткой шоу-группы «Интервью».
В 2002 году окончила Уральский педагогический университет по специальности «социальная педагогика». После чего уехала покорять Москву.
В Москве успешно заканчивает Московский областной Колледж искусств по классу эстрадный вокал, а затем поступает в Российскую Академию театрального искусства (ГИТИС) (курс Ю.Васильева, М.Борисова.)
На первом году обучения в колледже, услышав по радио объявление о кастинге, и пройдя прослушивание, попала в труппу мюзикла «12 стульев». После чего участвовала во множестве музыкальных спектаклей в Москве.

## Театральные работы
- 2003—2004 — мюзикл «12 стульев»;
- 2003—2004 — театрализованное «Динер-шоу» А.Цекало;
- 2005—2006 — мюзикл «Cats», Гамби, Джеллилорум (Стейдж Энтертейнмент);
- 2006—2008 — мюзикл «Mamma Mia!», Али, Софи (Стейдж Энтертейнмент);
- 2008—2012, 2014, с 2018 — мюзикл «Монте-Кристо», Валентина Вильфор, Эрмина Данглар (Московский театр оперетты);
- 2009—2011 — музыкально-танцевальное шоу «ABBA-любовь»;
- С 2009 — мюзикл "Cabaret", Фрёлайн Кост (Musical Trade);
- С 2010 — мюзикл «Любовь и шпионаж», Адъютантка;
- С 2011 — спектакль «Всюду жизнь», Старушка;
- 2011—2012 — мюзикл «Звуки музыки», Настоятельница монастыря (Стейдж Энтертейнмент);
- 2012—2014 — мюзикл «Растратчики», Изабелла (Театр Мюзикла);
- 2012—2014 — мюзикл «Русалочка», Аквата, Урсула (Стейдж Энтертейнмент);
- С 2013 — музыкальное ревю «Жизнь прекрасна» (Театр Мюзикла);
- 2013—2015 — мюзикл «Алые паруса», мать Меннерса (Русский мюзикл);
- 2014—2015 — мюзикл «Красавица и Чудовище», миссис Чайтон (Стейдж Энтертейнмент);
- С 2014 — мюзикл «Всё о Золушке», Мачеха (Театр Мюзикла);
- С 2015 — мюзикл «Преступление и наказание», Мать Раскольникова (Театр Мюзикла);
- С 2016 — мюзикл «Анна Каренина», Графиня Вронская (Московский театр оперетты);
- С 2016 — мюзикл «Принцесса Цирка», Агнесса (Театр Мюзикла);
- 2016—2017 — мюзикл «Золушка», Фея (Стейдж Энтертейнмент).
- С 2017 — музыкальная комедия «Любовь и Голуби», Надя Кузякина (Московский театр оперетты)
- С 2019 года — мюзикл «Первое свидание», бабушка Аарона, сестра Кейси («Бродвей Москва»);
- С 2020 года — мюзикл «День влюблённых» («Бродвей Москва»);
- С 2020 года — мюзикл «Шахматы», Светлана («Бродвей Москва»).

## Работа в кино
- 2007 — «Если у Вас нету тёти…» (Украина), Даша;
- 2007 — «Золушка.ру» (Украина), медсестра;
- 2009 — «Северный ветер» (Украина), Вера;
- 2010 — «В лесах и на горах», Грушенька;
- 2010 — «Небо в огне», Люся.

## Озвучка
- Ледовые шоу «Спящая красавица»;
- Ледовые шоу «Три мушкетёра»;
- «Маленький зоомагазин»;
- «Пепел» (вокал);
- «Алиса знает, что делать!»;
- «Мой маленький пони: Девочки из Эквестрии»;
- «Красавица и чудовище» (фильм 2017) — миссис Поттс.

## Награды и премии
- Гран-при Международного конкурса сценического искусства «Арт Транзит-2003».
- Лауреат международного конкурса академического жанра (Екатеринбург)
- Гран-при Национального конкурса эстрадного искусства «Северная звезда»
- Лауреат премии «Любимая артистка артистов» (Москва) в 2011 и 2013 годах[2][3]